# Paul de Rook
P.S. (Paul) de Rook (Groningen, 1987) is een Nederlands bestuurder en voormalig politicus. Hij is lid van D66. Sinds 1 april 2025 is hij lid van het college van bestuur van het MBO Amersfoort.

## Opleiding en carrière
De Rook is geboren en getogen in Groningen en ging tot 2005 naar het vwo in Leek. Van 2004 tot 2005 was hij voorzitter van het Landelijk Aktie Komitee Scholieren. Van 2005 tot 2013 studeerde hij juridische bestuurskunde en internationale betrekkingen aan de Rijksuniversiteit Groningen. Van 2007 tot 2008 was hij bestuurslid van het Interstedelijk Studenten Overleg. Van 2009 tot 2010 was hij voorzitter van Contractus Groningen. Hij was lid van Unitas Studiosorum Groningana.
De Rook was van 2013 tot 2014 korte tijd werkzaam als adviseur public affairs bij de Nederlandse Gasunie en als adjunct-secretaris bij het Samenwerkingsverband Noord-Nederland.

## Politieke carrière
De Rook was van 2010 tot 2014 lid van de gemeenteraad van Groningen. Hierin was hij lid van de raadscommissies Onderwijs en Welzijn en Ruimte en Wonen, voorzitter van de raadscommissie Werk en Inkomen en vice-fractievoorzitter van D66.
De Rook was vanaf 2014 wethouder van Groningen en tot 2019 had hij in zijn portefeuille Verkeer & Vervoer Cultuur, Grote Markt Oostzijde & Groninger Forum en Sport. Vanaf 2019 had hij in zijn portefeuille Financiën, P&O, Publieke Dienstverlening, Economie & Innovatie, Marktwezen, Internationale Handel & Samenwerking, Toerisme & Recreatie, Cultuur, Gebiedsgericht werken & Democratische vernieuwing en is hij wijkwethouder West.

## Carrière na de politiek
De Rook stopte na de zomer van 2021 als wethouder van de gemeente Groningen en werd per 1 augustus van dat jaar directeur organisatie- en onderwijsontwikkeling bij het Noorderpoort in Groningen. Op 9 september van dat jaar werd bekendgemaakt dat hij is benoemd tot lid van de raad van commissarissen van FC Groningen met ingang van 11 september van dat jaar.
Op 1 maart 2023 werd De Rook lid van van het college van bestuur van het Noorderpoort. Deze functie zou hij vervullen tot 1 september 2024. Op 30 november van dat jaar werd bekend de termijn van De Rook bij het Noorderpoort werd verlengd waardoor hij voor langere tijd verbonden is aan de school. Op 3 december 2024 werd hij opgevolgd door Jan Bas van Aalderen als lid van de raad van commissarissen bij FC Groningen.
Op 1 april 2025 stopte hij als lid van het college van bestuur van het Noorderpoort en werd hij lid van het college van bestuur van het MBO Amersfoort.

## Persoonlijk
De Rook is op 20 juli 2018 getrouwd met Anne Kuik. Het burgerlijk huwelijk werd voltrokken door Ton Schroor in het stadhuis van Groningen en het kerkelijk huwelijk werd voltrokken door Ruth Peetoom in de Nieuwe Kerk in Groningen. Hij heeft samen met Kuik sinds 8 juni 2022 een dochter. In 2023 verhuisde het gezin van Groningen naar naar Ermelo.